# Songs of Love and Death
Songs of Love and Death è l'album di debutto del gruppo symphonic metal tedesco Beyond the Black.

## Tracce
1. In the Shadows – 4:53
2. Songs of Love and Death – 4:15
3. Unbroken – 4:26
4. When Angels Fall – 5:22
5. Pearl in a World of Dirt – 6:25
6. Hallelujah – 5:22
7. Running to the Edge – 4:54
8. Numb – 4:24
9. Drowning in Darkness – 4:11
10. Afraid of the Dark – 4:08
11. Fall into the Flames – 3:41
12. Love Me Forever (cover del brano dei Motörhead) – 3:27

## Formazione
- Jennifer Haben – voce
- Nils Lesser – chitarra
- Christopher Hummels – chitarra, cori
- Tobias Derer – batteria
- Erwin Schmidt – basso
- Michael Hauser – tastiere

## Classifiche
| Classifica (2015) | Posizione massima |
| ----------------- | ----------------- |
| Austria           | 21                |
| Germania          | 12                |